# پارک می سون
پارک می سون (کره‌ای: 박미선؛ زادهٔ ۱۰ مارس ۱۹۶۷) کمدین و مجری برنامه‌های سرگرمی اهل کره جنوبی است. او بیشتر به‌خاطر اجرای برنامه‌هایی همچون کوئیز برای تغییر جهان، هپی توگدر – فصل سوم و ما ازدواج کردیم شناخته می‌شود. پارک در سال ۱۹۸۸ با کسب جایزه طلایی در دومین دوره مسابقه کمدی تلویزیونی ام‌بی‌سی به‌طور رسمی فعالیت هنری خود را آغاز کرد. در اکتبر ۱۹۹۱، هم‌زمان با راه‌اندازی شبکهٔ اس‌بی‌اس، به این شبکه پیوست. همسر او، لی بونگ وون، نیز در همان زمان به اس‌بی‌اس منتقل شد. در سپتامبر ۱۹۹۴، پس از اعلام فعالیت به‌صورت آزاد (فریلنس)، دامنهٔ فعالیت‌هایش را به شبکهٔ کی‌بی‌اس نیز گسترش داد. پارک همچنین در چند مجموعهٔ سیتکام از جمله کلینیک سون‌پونگ، زنان خانه‌دار بامزه و تمام عشقم برای تو ایفای نقش کرده است.